# BofA証券
BofA証券株式会社（ビーオブエーしょうけん）は、米バンク・オブ・アメリカの日本法人で、ホールセール専門の証券会社（投資銀行）である。2020年11月1日にメリルリンチ日本証券株式会社から商号変更。
BofA証券とバンク・オブ・アメリカ・エヌ・エイ 東京支店が同一場所にある。

## 沿革
米メリルリンチは1961年に日本に進出し、1972年6月にメリルリンチ証券・東京支店が、日本における証券業の免許を取得し本格的に営業を開始したが、当時は法人向けの営業活動がメインで、リテール取引はほとんど手がけていなかった。
1997年11月に山一證券が経営破綻すると、メリルリンチは同社の営業基盤を引き継ぐ形で、日本でのリテール取引に本格進出することを狙い1998年2月にメリルリンチ日本証券株式会社を設立した。当初は山一證券の支店網の大半を引き継いだほか、元山一の営業マンを大量採用したことでも話題となったが、その後支店網は徐々に統廃合された上に、後述するようにリテール部門を営業譲渡し支店網をそちらに引き継いだため、2010年現在は東京・大阪の2拠点体制となっている。要因として、旧山一側の連帯責任制の風土に対しメリルリンチ上層部が『個人の責任、原因、役割の明確化』を指示した事に対立し、社員の大量離脱が起こったという。
2001年3月、メリルリンチ証券・東京支店の業務をメリルリンチ日本証券に統合し、ホール・リテールの両方を取り扱う総合証券会社となる。
2006年5月、リテール部門を分割し、三菱UFJメリルリンチPB証券を設立して事業譲渡したため、ホールセール専門の証券会社となった。その後2012年末に三菱UFJメリルリンチPB証券の全株式を三菱UFJフィナンシャル・グループに売却。日本国内のリテール部門から撤退している。
2018年10月9日、AM7時31-32分の間に東証に対し、通常の千倍以上のデータを誤送信し、4つの接続装置のうち1つの接続装置をダウンさせ、国内証券会社がかなりの時間の間取引停止に追い込まれた。
2020年11月1日、バンク・オブ・アメリカ・メリルリンチの商号をバンク・オブ・アメリカに変更したことに伴うブランドのバンク・オブ・アメリカへの統一により、メリルリンチ日本証券からBofA証券に商号を変更。